# 록포트 (뉴욕주)

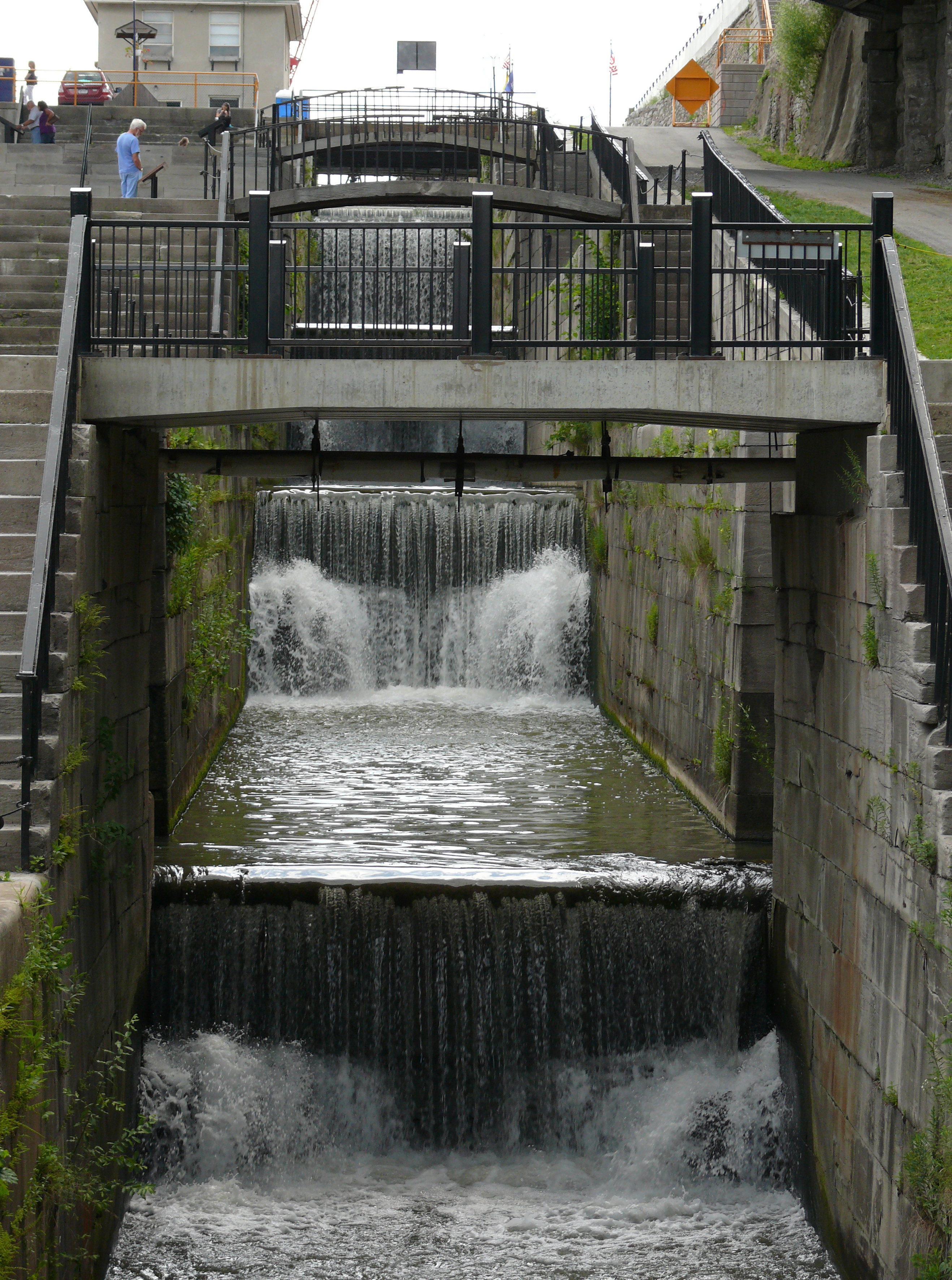
록포트에 있는 에리 운하의 갑문

록포트(영어: Lockport)는 미국 뉴욕주 나이아가라군에 있는 도시이다. 2000년 인구조사에 따르면 도시의 인구는 22,279 명이었다. 록포트라는 명칭은 도시 내에 있는 에리 운하 갑문 (Erie canal locks)으로부터 유래했다. 록포트는 니아가라 군의 군청 소재지이다.

## 인구
| 인구조사              | 인구   | Note  | %±    |
| --------------------- | ------ | ----- | ----- |
| 1860년                | 10,871 |       | —     |
| 1870년                | 12,426 |       | 14.3% |
| 1880년                | 13,522 |       | 8.8%  |
| 1890년                | 16,038 |       | 18.6% |
| 1900년                | 16,581 |       | 3.4%  |
| 1910년                | 17,970 |       | 8.4%  |
| 1920년                | 21,308 |       | 18.6% |
| 1930년                | 23,160 |       | 8.7%  |
| 1940년                | 24,379 |       | 5.3%  |
| 1950년                | 25,133 |       | 3.1%  |
| 1960년                | 26,443 |       | 5.2%  |
| 1970년                | 25,399 |       | −3.9% |
| 1980년                | 24,844 |       | −2.2% |
| 1990년                | 24,426 |       | −1.7% |
| 2000년                | 22,279 |       | −8.8% |
| 2010년                | 21,165 |       | −5.0% |
| 2019 (추산)           | 20,305 | [ 2 ] | −4.1% |
| U.S. Decennial Census |        |       |       |

## 같이 보기
- 이리 운하

## 참고
1. ↑  미국 인구조사국[깨진 링크(과거 내용 찾기)], 2010년 10월 15일 확인함
2. ↑  “Population and Housing Unit Estimates”. United States Census Bureau. 2020년 5월 24일. 2020년 5월 27일에 확인함.
3. ↑  “Census of Population and Housing”. Census.gov. 2015년 6월 4일에 확인함.